# Maureen Nisima
Maureen Roxane Nelly Nisima (ur. 30 lipca 1981 w Bondy) – francuska szpadzistka, dwukrotna brązowa medalistka olimpijska, siedmiokrotna medalistka mistrzostw świata i czterokrotna medalistka mistrzostw Europy.
Podczas igrzysk olimpijskich w Atenach w 2004 roku wywalczyła indywidualnie brązowy medal, plasując się za Węgierką Tímeą Nagy i swą rodaczką, Laurą Flessel-Colovic. Parę dni później reprezentacja Francji w składzie: Sarah Daninthe, Laura Flessel-Colovic, Hajnalka Király-Picot i Maureen Nisima zdobyła brąz w zawodach drużynowych.
Na mistrzostwach świata w Hawanie w 2003 roku zdobyła srebrny medal w turnieju indywidualnym, przegrywając w finale z Ukrainką Nataliją Konrad. Na rozgrywanych cztery lata później mistrzostwach świata w Petersburgu była trzecia, za Niemką Brittą Heidemann i	Chinką Li Na. W tej samej konkurencji zwyciężyła podczas mistrzostw świata w Paryżu w 2010 roku, pokonując w finale Węgierkę Emese Szász. Ponadto zdobywała też medale w zawodach drużynowych: złote na mistrzostwach świata w Lipsku (2005), mistrzostwach świata w Petersburgu (2007) i mistrzostwach świata w Pekinie (2008) oraz srebrny podczas mistrzostw świata w Turynie (2006).
Kilkukrotnie zdobywała także medale mistrzostw Europy, w tym złoty indywidualnie na mistrzostwach Europy w Moskwie w 2002 roku.